# صموئيل بيري (مهندس ميكانيك)
صموئيل بيري (بالإنجليزية: Samuel Perry)‏ هو مهندس ميكانيك أسترالي، (و. 1864  م).